# Museo della Certosa di Pavia
Il museo della Certosa di Pavia ha sede nelle sale del palazzo Ducale, residenza estiva della dinastia dei Visconti e degli Sforza poi adibito a foresteria. L'edificio, modificato nel 1625 da un intervento in facciata dell'architetto Francesco Maria Richini, presenta una successione lineare di finestre tra semicolonne che conferiscono luminosità all'intera struttura. Ospita opere provenienti dal complesso monastico o ad esso collegate. La galleria del pianterreno la gipsoteca, recentemente risistemata, accoglie più di 200 calchi di grande e piccola dimensione.
Dal dicembre 2014 il Ministero per i beni e le attività culturali lo gestisce tramite il Polo museale della Lombardia, nel dicembre 2019 divenuto Direzione regionale Musei.

## Storia del Museo
Fu l'architetto milanese Tito Vespasiano Paravicini, autore di libri di architettura rinascimentale lombarda ed esecutore nel 1883 di un primo rilievo accurato della facciata della chiesa, a avanzare al Ministero della Pubblica Istruzione la proposta di raccogliere ed ordinare nei locali del Palazzo Ducale marmi, terrecotte e vari pezzi diversi che costituissero un museo ad illustrazione della Certosa medesima.
La realizzazione vera e propria del museo su due piani si deve a Luca Beltrami, dal 1891 direttore dell'Ufficio Regionale per la Conservazione dei Monumenti in Lombardia. A partire dal 1892 aveva fatto realizzare un primo nucleo di museo, con le sculture di Agostino Busti detto "Il Bambaia", la serie di disegni per la facciata della Certosa, l'Ecce Homo di Bartolomeo Suardi detto il Bramantino e un primo gruppo di calchi realizzati nella seconda metà XIX secolo, derivati da quelli rinascimentali della facciata, dai capitelli e dalle lesene dei chiostri. I calchi, di grandi dimensioni, iniziarono ad essere raccolti nella galleria del piano terreno del Palazzo Ducale, l'attuale gipsoteca.
Il progetto di Luca Beltrami di far realizzare una serie di calchi a scopo didattico e di studio dagli originali rinascimentali, deriva dal fatto che l'architetto milanese fu allievo a Parigi di Charles Garnier e di Gabriel Davioud, assistente ai lavori di allestimento del Trocadéro, museo di scultura comparata, che raccoglieva calchi di grandi dimensioni ricavati dalle facciate delle cattedrali francesi, come Chartres, Vézelay, Rouen, Notre-Dame che fu aperto al pubblico nel 1882.
Al suo ritorno in Italia e dopo le progettazioni milanesi per il castello Sforzesco, Beltrami cercò di realizzare una grande gipsoteca per il museo della Certosa di Pavia, proprio a scopo didattico e di studio e per la conservazione del monumento.
Il Museo fu aperto al pubblico la prima volta nel 1911, per poi rimanere chiuso per più di mezzo secolo.

## Opere raccolte

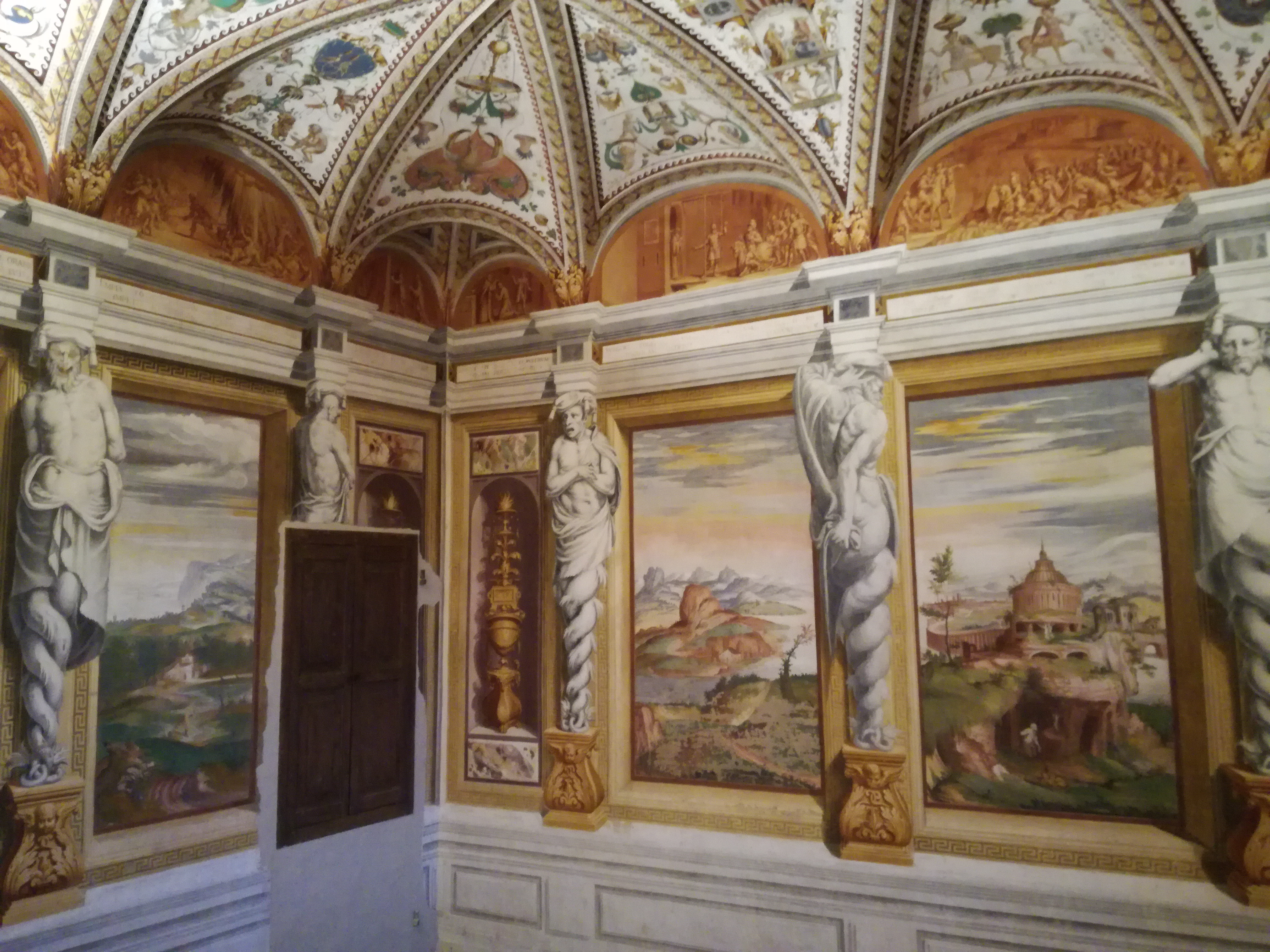
Lo studiolo, 1550- 1580 circa.

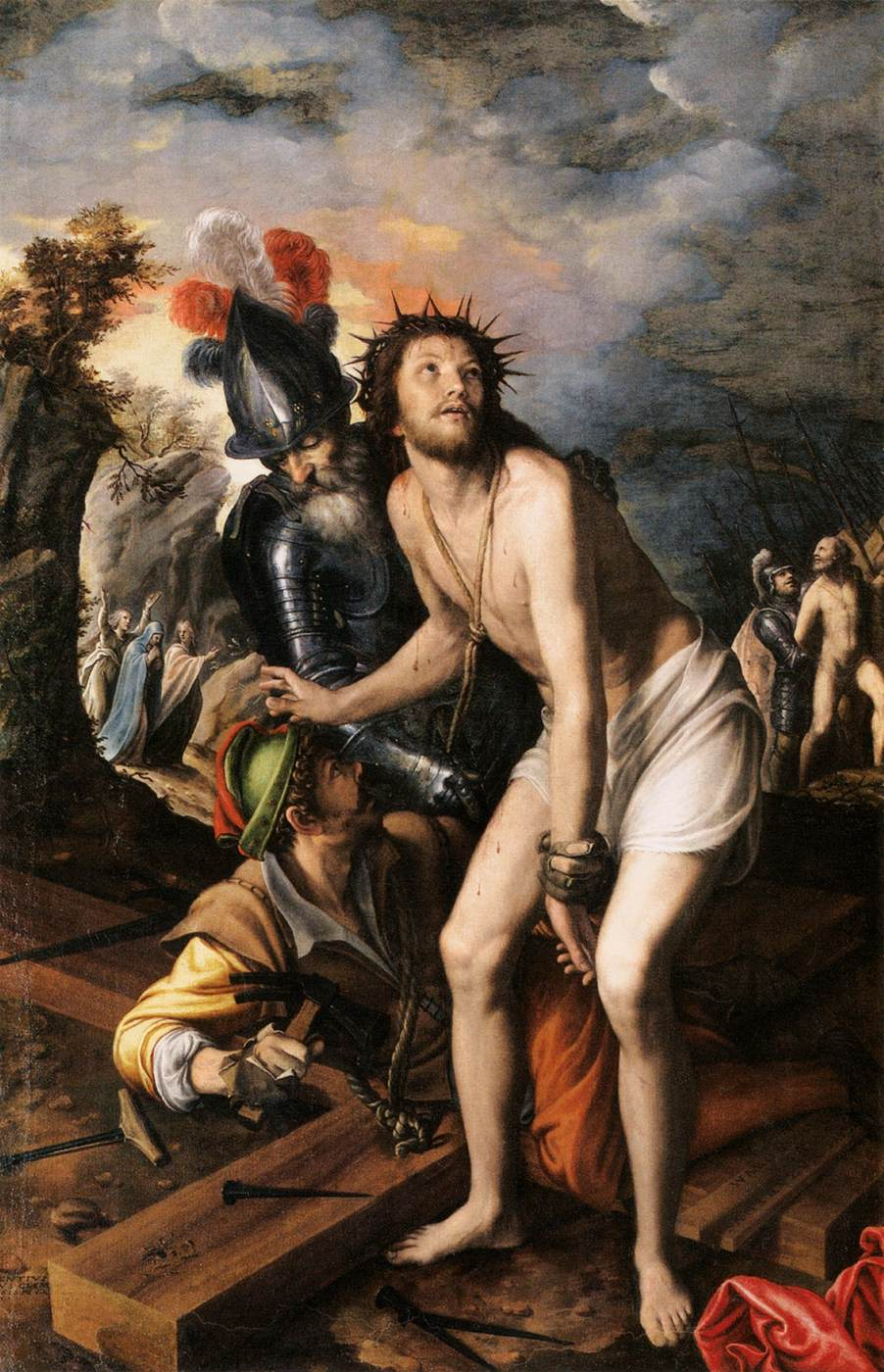
Vincenzo Campi, Cristo inchiodato alla Croce.

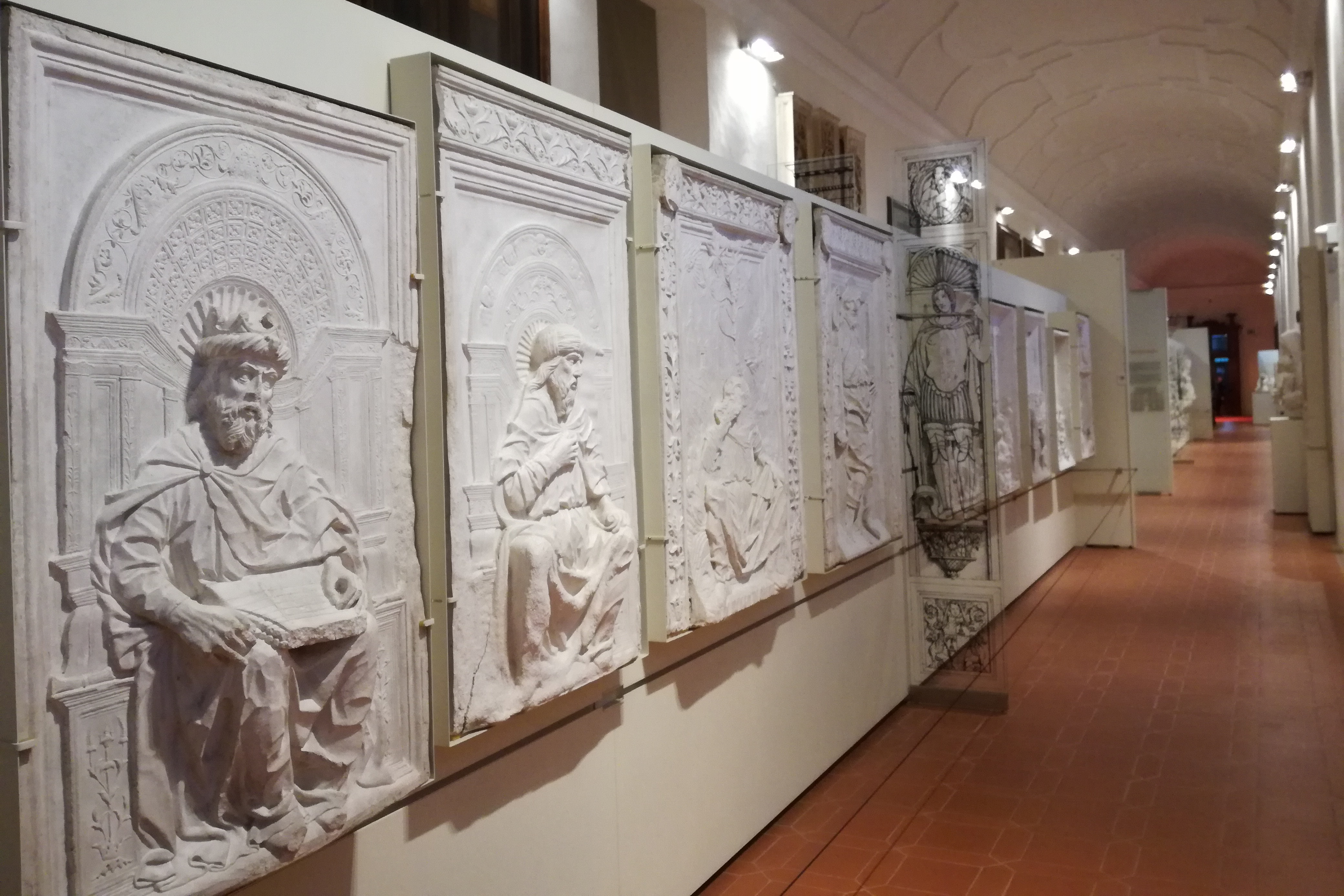
La gipsoteca.

La gipsoteca raccoglie più di 200 calchi di grande e piccola dimensione e alcune sculture, tra le quali il Cristo compianto di Antonio della Porta (primi anni del XVI secolo). Negli anni dal 2002 al 2006 sono stati restaurati la maggior parte di questi calchi e collocati, con un nuovo allestimento a cura della Soprintendenza per i beni architettonici e del paesaggio della Lombardia, nella galleria a pianterreno del palazzo Ducale.
Al piano superiore è stato mantenuto l'allestimento storico del 1911 di Luca Beltrami e, salvo alcuni adeguamenti, vi sono conservati gli straordinari altorilievi in marmo del Bambaia, le sculture, databili circa al 1480, di Giovanni Antonio Amadeo e di Antonio Mantegazza. Sono qui conservate anche sculture in pietra policroma di artisti lombardi della seconda metà del secolo XV, dipinti murali del XVI secolo distaccati dalle sedi originarie, dipinti su tavola, come la Pala di Bartolomeo Montagna, l'”Ecce homo” di Bramantino, “San Martino” e “Sant'Ambrogio” di Bernardino Luini. Si segnalano anche altri dipinti su tela di Guglielmo Caccia detto "Moncalvo", di Vincenzo Campi, di Giovanni Agostino da Lodi, di Giuseppe Procaccini, di Stefano Maria Legnani, di Giuseppe Vermiglio. 

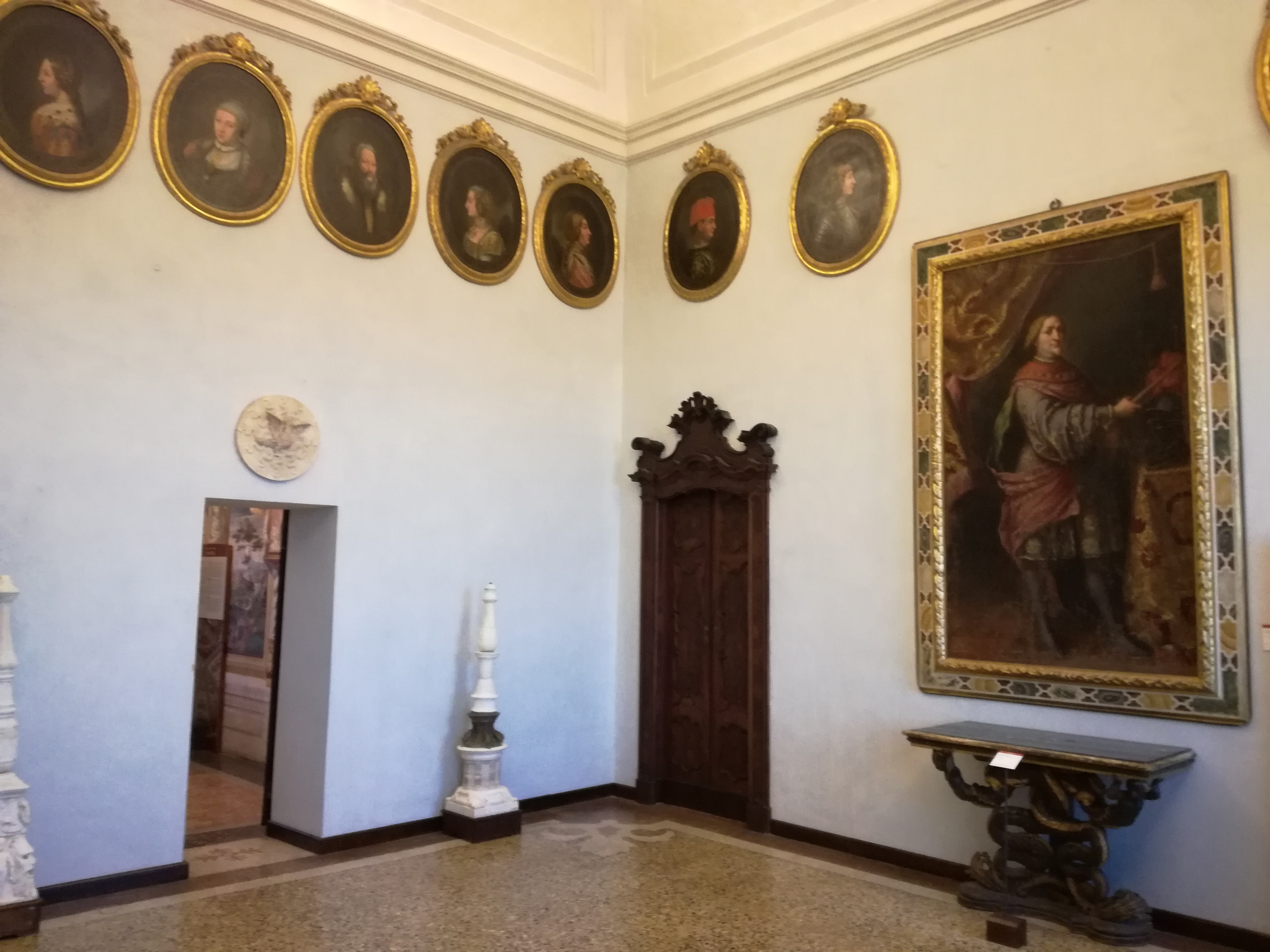
La sala C.

La sala C conserva i ritratti di Gian Galeazzo, della sua seconda consorte Caterina e di numerosi membri della dinastia. Vi è poi lo studiolo, affrescato nella seconda metà del XVI secolo con un paesaggio a trompe-l'oeil, scandito in riquadri da monumentali figure monocrome dalle gambe serpentiformi, dette telamoni, mentre la volta, decorata con spettacolari grottesche dipinte a punta di pennello su fondo bianco, ospita al centro, entro una cornice ellittica, la rappresentazione del Sogno di Costantino. 
Accanto a essa si trova la sala D, originariamente destinata a oratorio della foresteria,  la cui volta è decorata dagli affreschi di Giovan Mauro della Rovere detto il Fiammenghino. 
Vi è poi la sala F, con capolavori di Bartolomeo Montagna, Ambrogio Bergognone e Bernardino Luini. Vi sono poi altre sale con sculture, tele e affreschi provenienti dal monastero e dal suo cantiere.

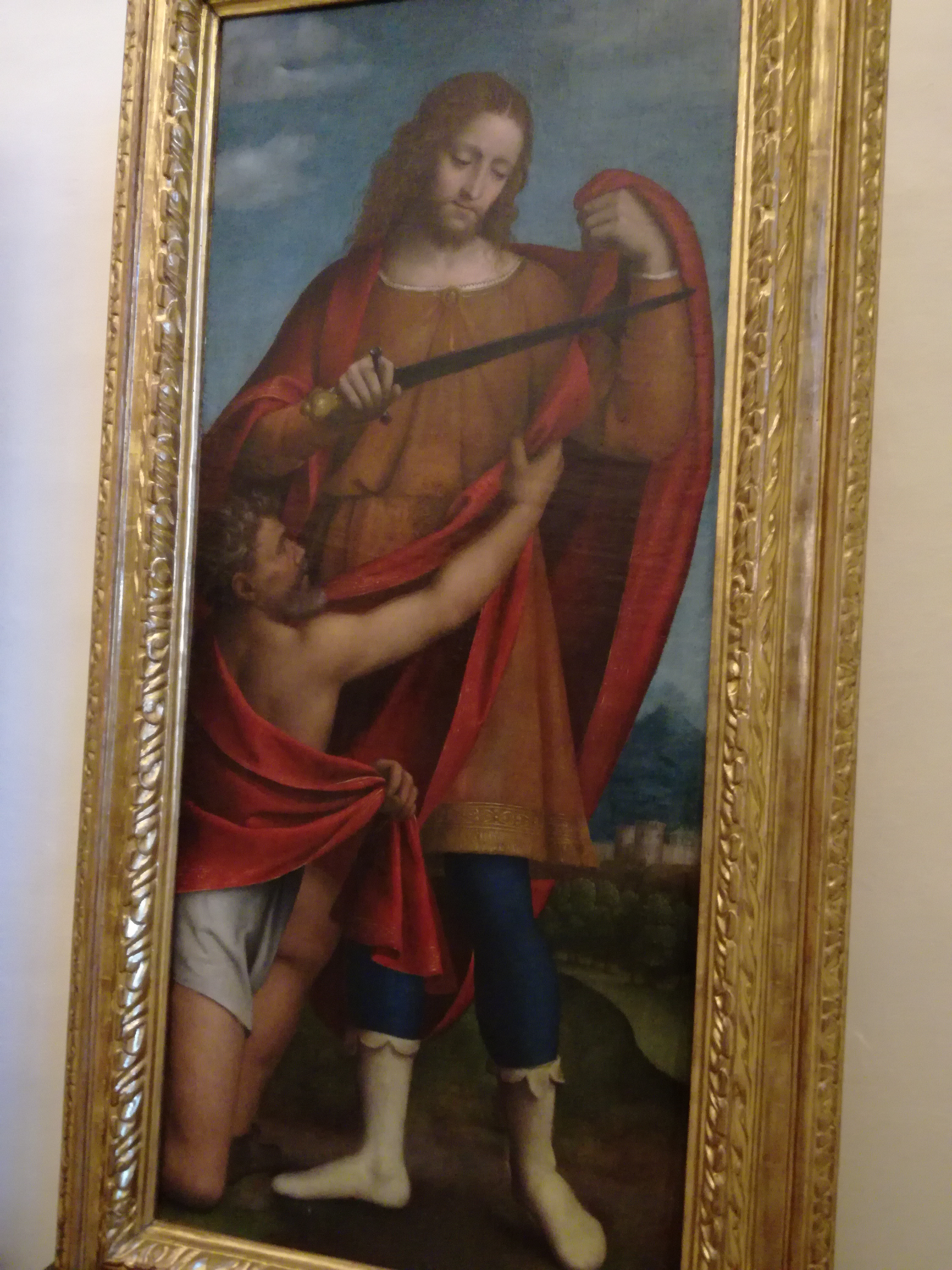
Bernardino Luini, San Martino.

Nel museo sono anche conservati, nelle vetrine originali progettate da Luca Beltrami, gli antichi paramenti ecclesiastici.